# Лоркі
Лоркі (ісп. Lorquí) — муніципалітет в Іспанії, у складі автономної спільноти Мурсія. Населення — 7038 осіб (2010).
Муніципалітет розташований на відстані близько 330 км на південний схід від Мадрида, 15 км на північний захід від Мурсії.
На території муніципалітету розташовані такі населені пункти: (дані про населення за 2010 рік)
- Лоркі: 6636 осіб
- Паласіос-Бланкос: 336 осіб
- Ла-Анчоса: 66 осіб

## Демографія
Динаміка населення (INE ):

## Галерея зображень

Розташування муніципалітету у провінції Мурсія